# قمبريطية
الفصيلة القمبريطية[بحاجة لمصدر] أو اللوزيات الهندية أو الفَصِيلَةُ العَسِمِيَّةُ أو الفصيلة الإهليلجية (الاسم العلمي:Combretaceae) هي فصيلة نباتية تتبع رتبة الآسيّات من صف ثنائيات الفلقة من النباتات المزهرة. تشمل حوالي 600 نوعاً من النباتات (شجيرات وأشجار) مصنفة في 16 جنساً رئيساً.

## التسمية
سميت هذه الفصيلة على أسم جنس القمبريط (الاسم العلمي:قمبريط) الذي يسمى أيضاً العسم.

## التصنيف
- جنس الدانسية (الاسم العلمي:Dansiea)
- أسرة الإستروفنيماوات (الاسم العلمي:Strephonematoideae)
  - جنس الإستروفنيمة (الاسم العلمي:Strephonema)
- أسرة القمبريطاوات (الاسم العلمي:Combretoideae)
  - قمبريط (الاسم العلمي:Combretum)
  - هليلج (الاسم العلمي:Terminalia)
  - ميشطة (الاسم العلمي:Anogeissus)
  - بوشنوية (الاسم العلمي:Buchenavia)
  - بوسيدا (الاسم العلمي:Bucida)
  - دمس (الاسم العلمي:Conocarpus)
  - غتونية (الاسم العلمي:Getonia)
  - غويارة (الاسم العلمي:Guiera)
  - قوينينة (الاسم العلمي:Laguncularia)
  - لومني (الاسم العلمي:Lumnitzera)
  - ميوسطمون (الاسم العلمي:Meiostemon)
  - بتيلياني (الاسم العلمي:Pteleopsis)
  - كيكوال (الاسم العلمي:Quisqualis)
  - ثيلوة (الاسم العلمي:Thiloa)